# Angelina Krauße

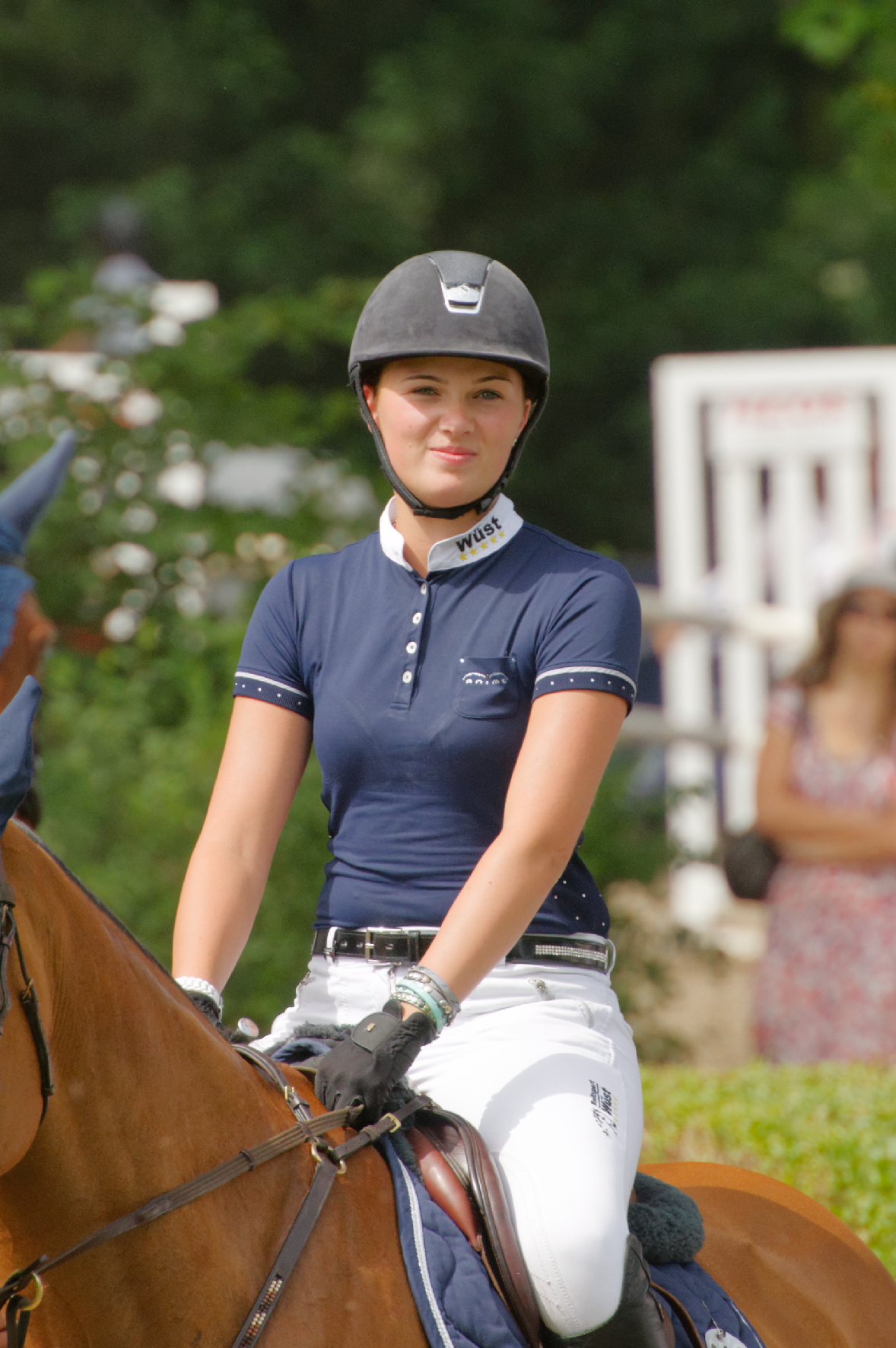
2014 beim Internationalen Pfingstturnier Wiesbaden

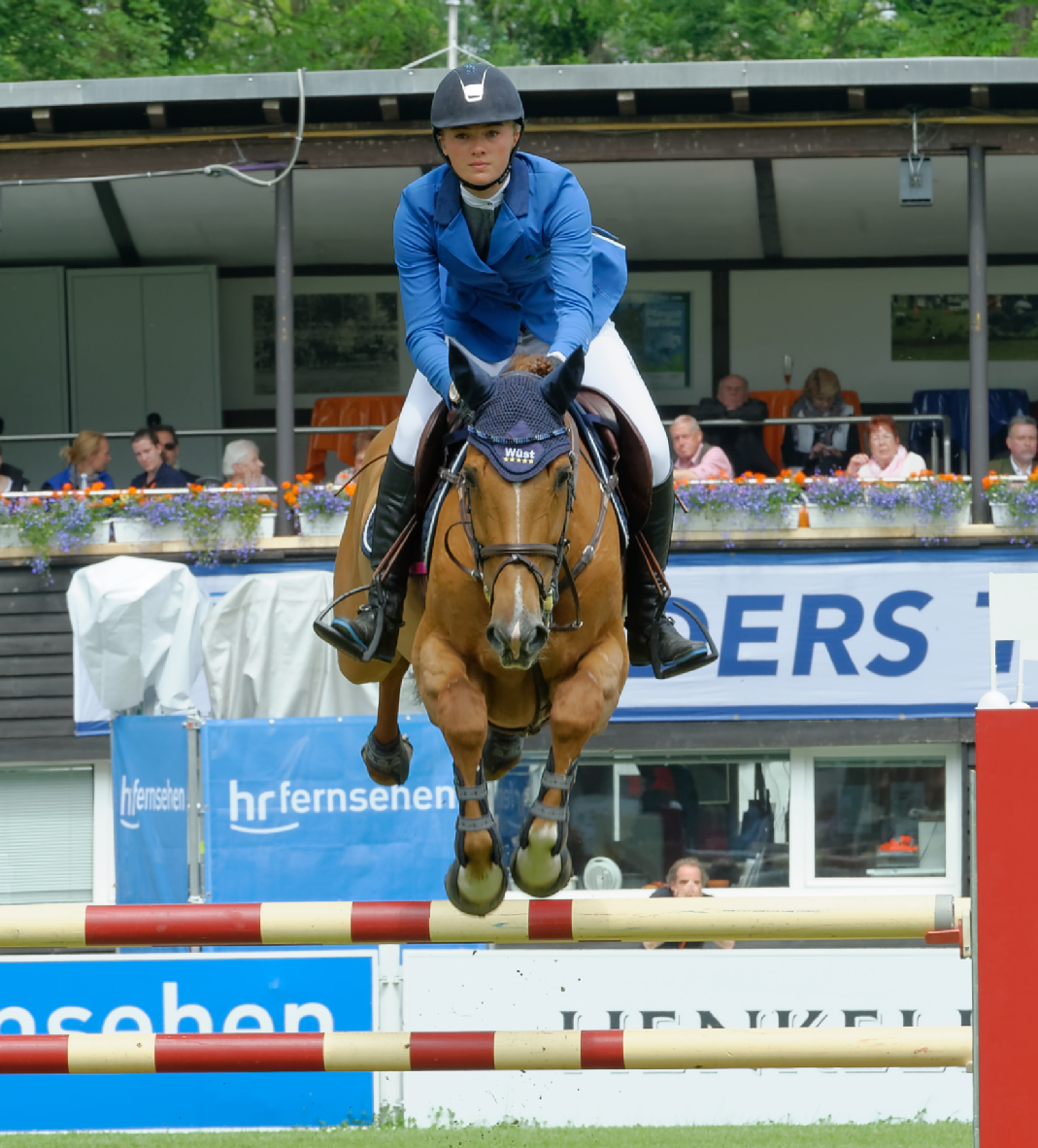
Angelina Herröder auf Zara beim CSIYH* in Wiesbaden 2015

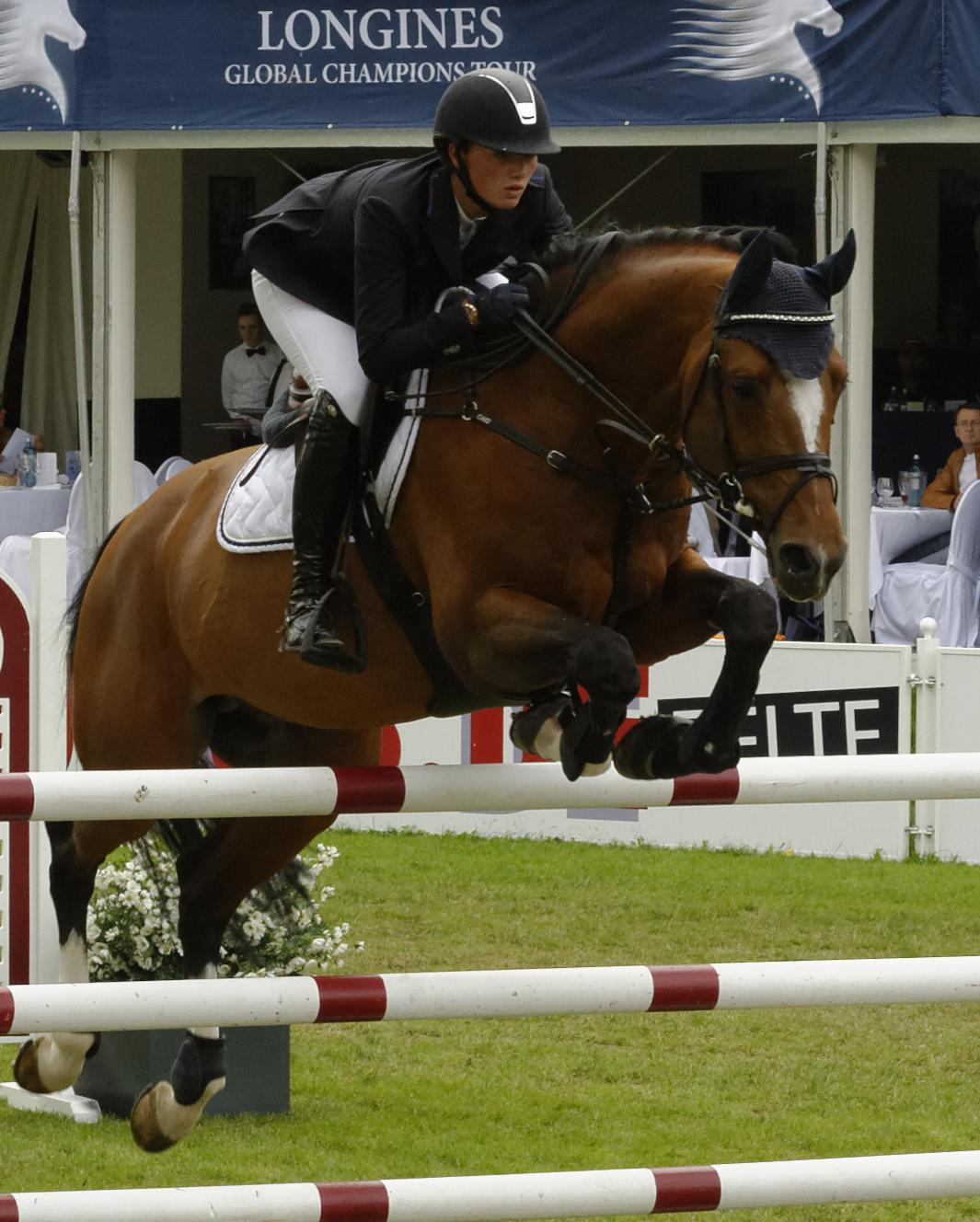
Angelina Herröder mit Copasetic, CSI 5* Wiesbaden (2013)

Angelina Krauße (* 4. Juni 1994 in Büttelborn als Angelina Herröder) ist eine deutsche Springreiterin.

## Werdegang
Im Alter von elf Jahren ritt Angelina Herröder ihre ersten S-Springen. 2007 startete sie in ihrem ersten Drei-Sterne-S und wurde auf Anhieb Vierte. Beim Preis der Zukunft belegte sie Rang drei.
Kurz darauf wurde ihr im Rahmen des Festhallenturniers in Frankfurt das Goldene Reitabzeichen verliehen. Damals war sie gerade dreizehn Jahre alt und somit die jüngste Reiterin aller Zeiten mit dieser Ehrung. Selbst ihr Vorbild, der Nationenpreisreiter Christian Ahlmann, der den Rekord bis dahin fast zwei Jahrzehnte hielt, war älter.
2008 schloss Herröder bei der Europameisterschaft der Junioren in der Einzelwertung auf dem fünften Rang ab und war damit beste Deutsche. Beim Nationenpreis der Junioren in Hagen sprang sie mit Baxter auf Platz zwei. Den Großen Preis von Ising, ein CSI**, beendete sie mit Rang sieben. Bei der Deutschen Meisterschaft der Junioren wurde sie 2009 fünfte.
2010 ritt sie bei der Europameisterschaft der Junioren in Jardy im Team mit Anna-Elisa Schäfer, Maurice Tebbel, Josch Löhden und Stefanie Reining. Angelina Herröder wird von ihrem Vater Siegfried Herröder und dem bisherigen Bundestrainer der Jungen Reiter, Dietmar Gugler, trainiert. Im Mai 2013 beim sie beim PfingstTurnier in Wiesbaden erstmals die Möglichkeit, bei einer Wertungsprüfung der Global Champions Tour zu starten. Für den zweiten Umlauf konnte sie sich hier nicht qualifizieren, diesen begleitete sie als Co-Kommentatorin auf Eurosport. Bei den Europameisterschaften der Jungen Reiter 2014 in Arezzo gewann Angelina Herröder mit Trixi Mannschaftsgold.
Bei ihren letzten Europameisterschaften der Jungen Reiter 2015 war sie mit Trixi als Einzelstarterin am Start und kam auf den 28. Rang. Ende 2015 gab Angelina Herröder das Ende ihrer professionellen Reitsportkarriere bekannt, um beruflichen Tätigkeiten außerhalb des Reitsports nachzugehen.

## Privates
Ihr Vater Siegfried Herröder ist ehemaliger Nationenpreisreiter und Nachwuchstrainer, Bruder Sascha professioneller Fußballspieler. Im Dezember 2017 heiratete sie den Fußballspieler Robin Krauße und nahm dessen Nachnamen an.

## Pferde (Auszug)

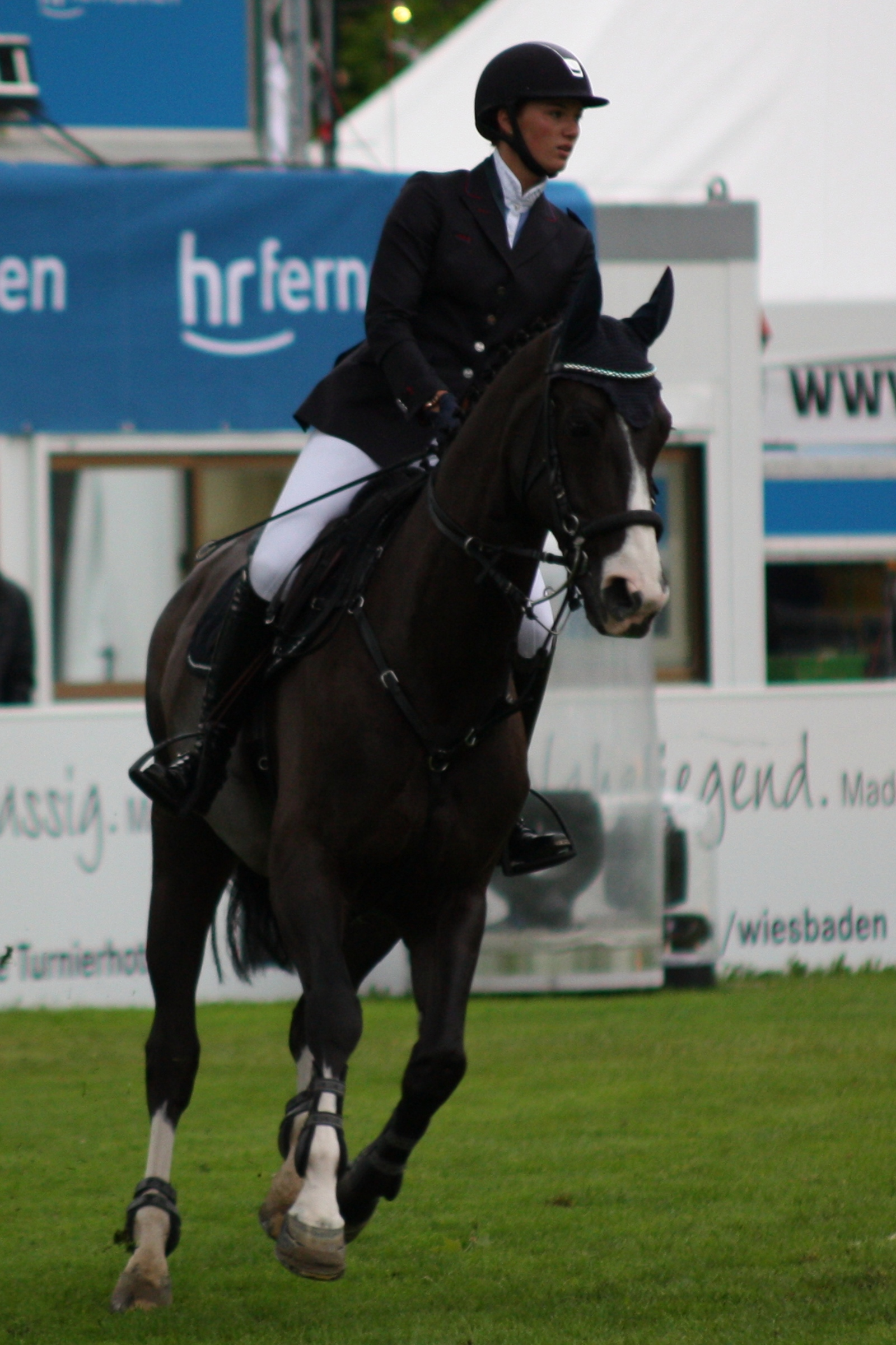
Angelina Herröder mit Picos Boy beim CSI 5* Springen auf dem Internationalen Pfingstturnier Wiesbaden 2013

- Pico’s Boy (* 2000), Oldenburger, Rappwallach, Vater: Pik Labionics, Muttervater: Grannus; ab 2010, zuvor von Karl Brocks geritten[5]
- Trixi (* 2003), Holsteiner, braune Stute, Vater: Quidam de Revel, Muttervater: Carolus I; ab 2016 von Maximilian Lill geritten[6]
- Barbou de Ruet (* 2004), Holsteiner, Schimmelwallach, Vater: Baloubet du Rouet, Muttervater: Corrado I; 2011–2012, später unter anderem von Luiz Francisco de Azevedo und Sarah Nagel-Tornau geritten[7]
- Grenoble (ehemals: Delia Sue CH), (* 1997), Schweizer Warmblut, Fuchsstute, Vater: Dollar de la Pierre[8]

## Auszeichnungen
- Goldenes Reitabzeichen (2007)

## Erfolge
- Europameisterschaften
  - 2015 in Arezzo (Junge Reiter): mit Trixi 28. Platz im Einzel
  - 2014 in Arezzo (Junge Reiter): mit Trixi 1. Platz mit der Mannschaft und 10. Platz im Einzel
  - 2013 in Vejer de la Frontera (Junge Reiter): mit Pico's Boy 5. Platz mit der Mannschaft und 41. Platz im Einzel
  - 2010 in Jardy (Junioren): mit Hasta la Vista 26. Platz im Einzel
  - 2008 in Prag (Junioren): mit Grenoble 5. Platz im Einzel[9]

- Deutsche Meisterschaften
  - 2009 (Junioren): 5. Platz mit Paradiso
  - 2008 (Junioren): 5. Platz mit Grenoble

### Weitere Erfolge
- 2014: 3. Platz im Großen Preis von Wiesbaden (CSI 3*) (Cornwall), 3. Platz im Großen Preis von Steinhagen (CSI 1*) (Trixi), 1. Platz in der Junge Reiter-Wertung beim Preis der Besten (Trixi)
- 2013: 1. Platz im Großen Preis der Bundesrepublik (CSI*** Dortmund, Masters League-Finale) (Pico's Boy), 2. Platz in der Junge Reiter-Wertung beim Preis der Besten (Trixi)
- 2012: 3. Platz im Großen Preis von Wiener Neustadt (CSI*** Arena Nova) (Pico's Boy)
- 2011: 2. Platz in der Hauptprüfung des CSIU25-A Ising (EYCup-Wertungsprüfung) (Barbou de Ruet)
- 2010: 9. Platz im Preis der Besten, Junioren (Campino), 2. Platz im Großen Preis CSIY in Wiener Neustadt (Pico's Boy), 8. Platz im Nationenpreis, Junioren, Hagen (Hasta la Vista), 1. Platz im Nationenpreis CSIOJ in Wierden (Hasta la Vista), 4. Platz im Großen Preis des CSIOY von Manerbio (Quinara), 5. Platz im Nationenpreis CSIOY in Manerbio (Quinara), 2. Platz im Hallenchampionat, Junioren, Aachen (Pico's Boy)
- 2009: 6. Platz im Preis der Besten, Junioren (Grenoble), 3. Platz im Großen Preis CSIJ in Wiener Neustadt (Paradiso)
- 2008: 1. Platz im Hallenchampionat der Junioren, Aachen (Grenoble), 8. Platz im Großen Preis CSIO-J von Hagen (Grenoble), 2. Platz mit der Mannschaft im Nationenpreis CSIO-J in Hagen (Baxter), 10. Platz im CSIY Aach (Baxter), 7. Platz im Großen Preis von Ising (Grenoble)